# Bengalia wangariae
Bengalia wangariae este o specie de muște din genul Bengalia, familia Calliphoridae. A fost descrisă pentru prima dată de Andy Z. Lehrer în anul 2005.
Este endemică în Congo. Conform Catalogue of Life specia Bengalia wangariae nu are subspecii cunoscute.